# 平成21年台風第16号
平成21年台風第16号（へいせい21ねんたいふうだい16ごう、アジア名：ケッツァーナ）は、2009年9月に発生し、フィリピンとベトナムを中心に大きな被害をもたらした台風である。

## 概要

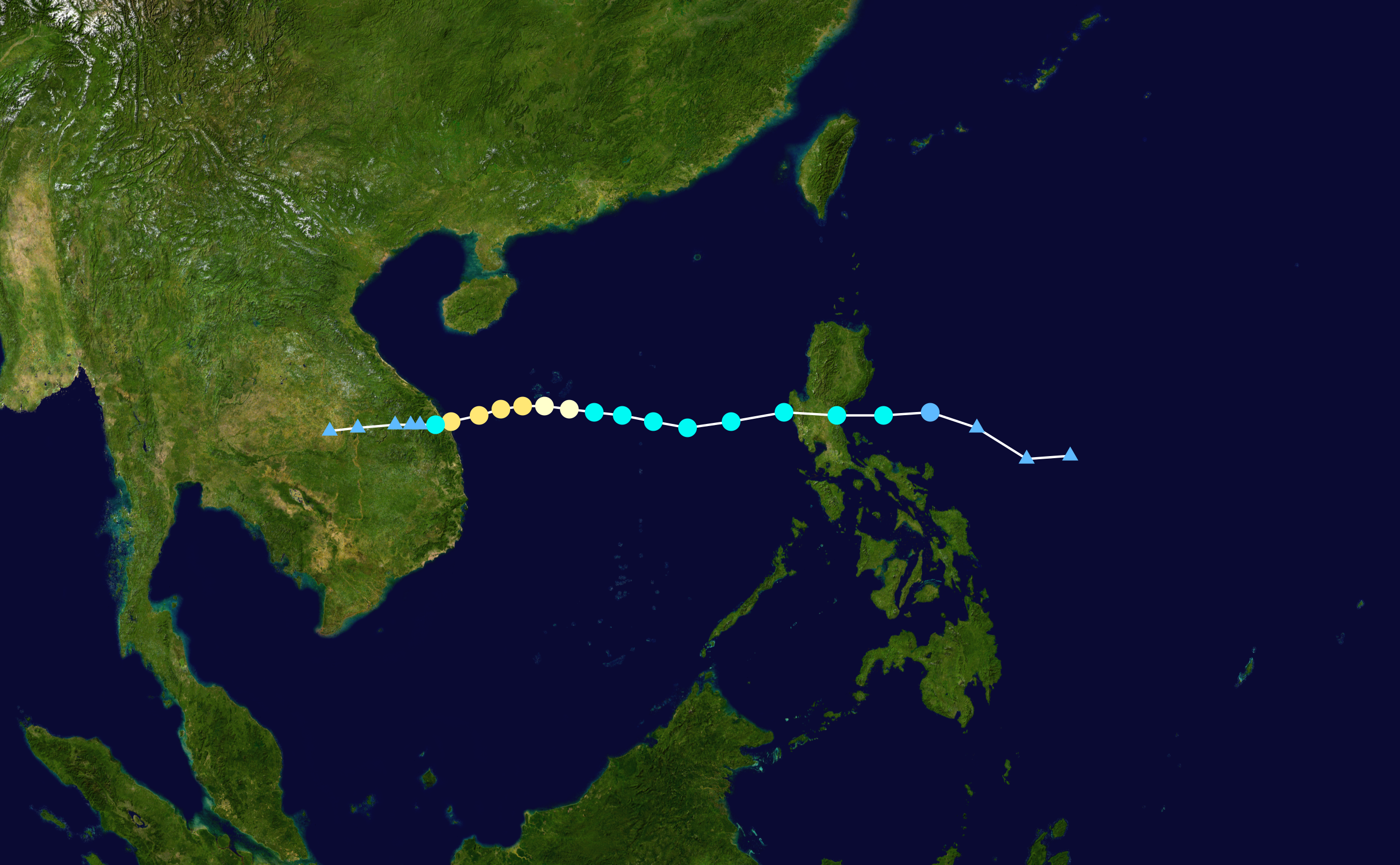
進路図

2009年9月26日にフィリピンの東で台風16号が発生し、アジア名「ケッツァーナ（Ketsana）」と命名された。命名国はラオスで、木の名前に由来する。また、フィリピン大気地球物理天文局（PAGASA）は、この台風について、フィリピン名「オンドイ（Ondoy）」と命名している。台風は西に進み、フィリピン北部のルソン島を横断した後、南シナ海を経てインドシナ半島に再上陸。その後消滅した。
なお、この台風のアジア名である「ケッツァーナ」は、この台風限りで使用中止となり、次順からは「チャンパー（Champi）」というアジア名が使用されることになった。

## 被害

### フィリピン
9月26日にフィリピンを横断、マニラ首都圏やリサール州など中心に各地で集中豪雨が発生。マニラでは26日の6時間で9月の月間降水量392mmに匹敵する341mmを記録、マニラ首都圏の8割近くが冠水した。死者数は420名とされている。

### ベトナム
9月29日、ベトナムクアンナム省ホイアンの付近に上陸。集中豪雨により死者159名、行方不明15名、負傷者629名をだした。国道1号線などが冠水する被害が生じている。

### その他
カンボジアで35名死亡、ラオスにおいても浸水被害、家屋の倒壊、水田被害、16名の死者や135名の行方不明・予想として37500名の避難民が発生していると伝えられている。

## 被害の様子 (画像)

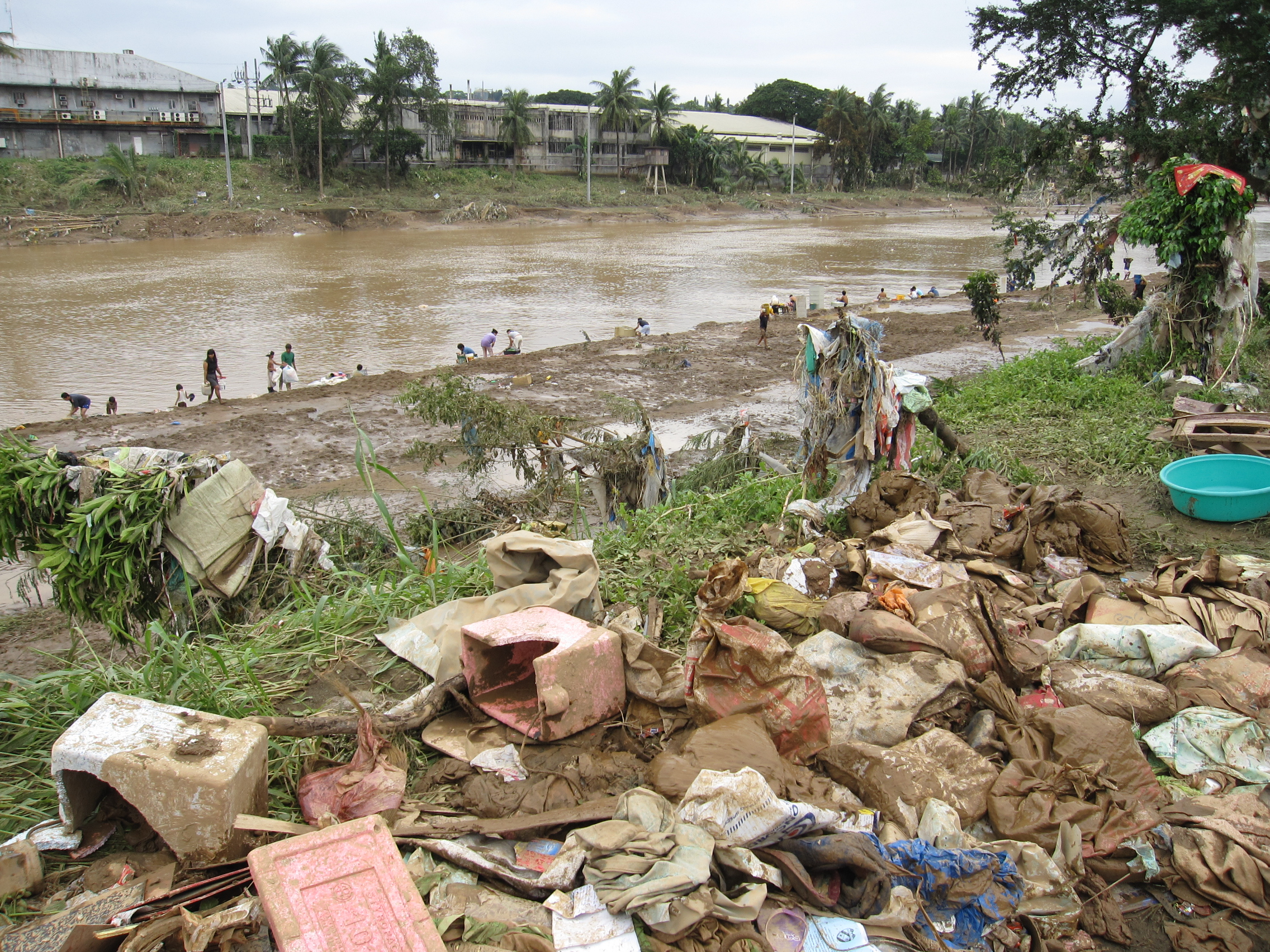
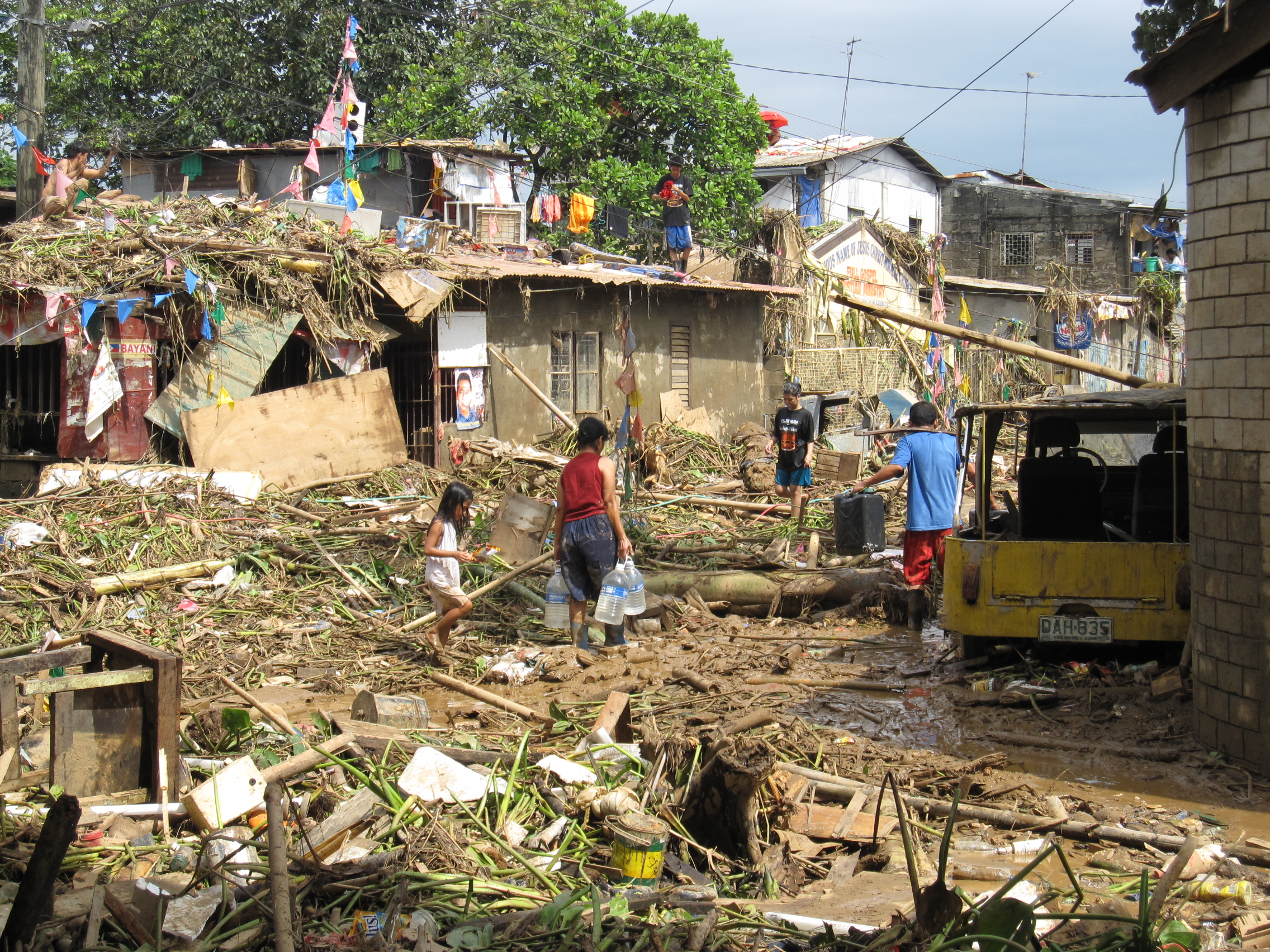
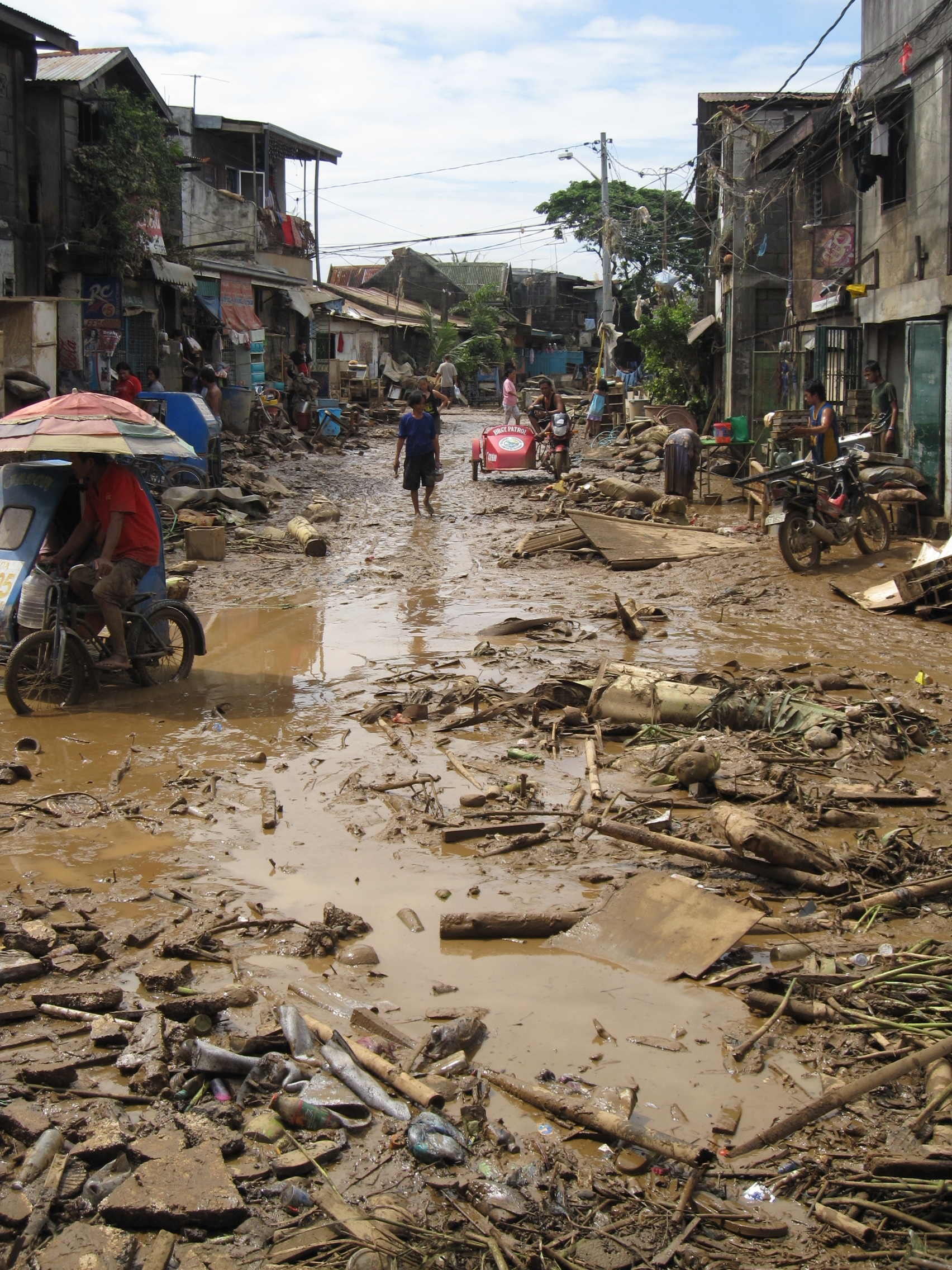
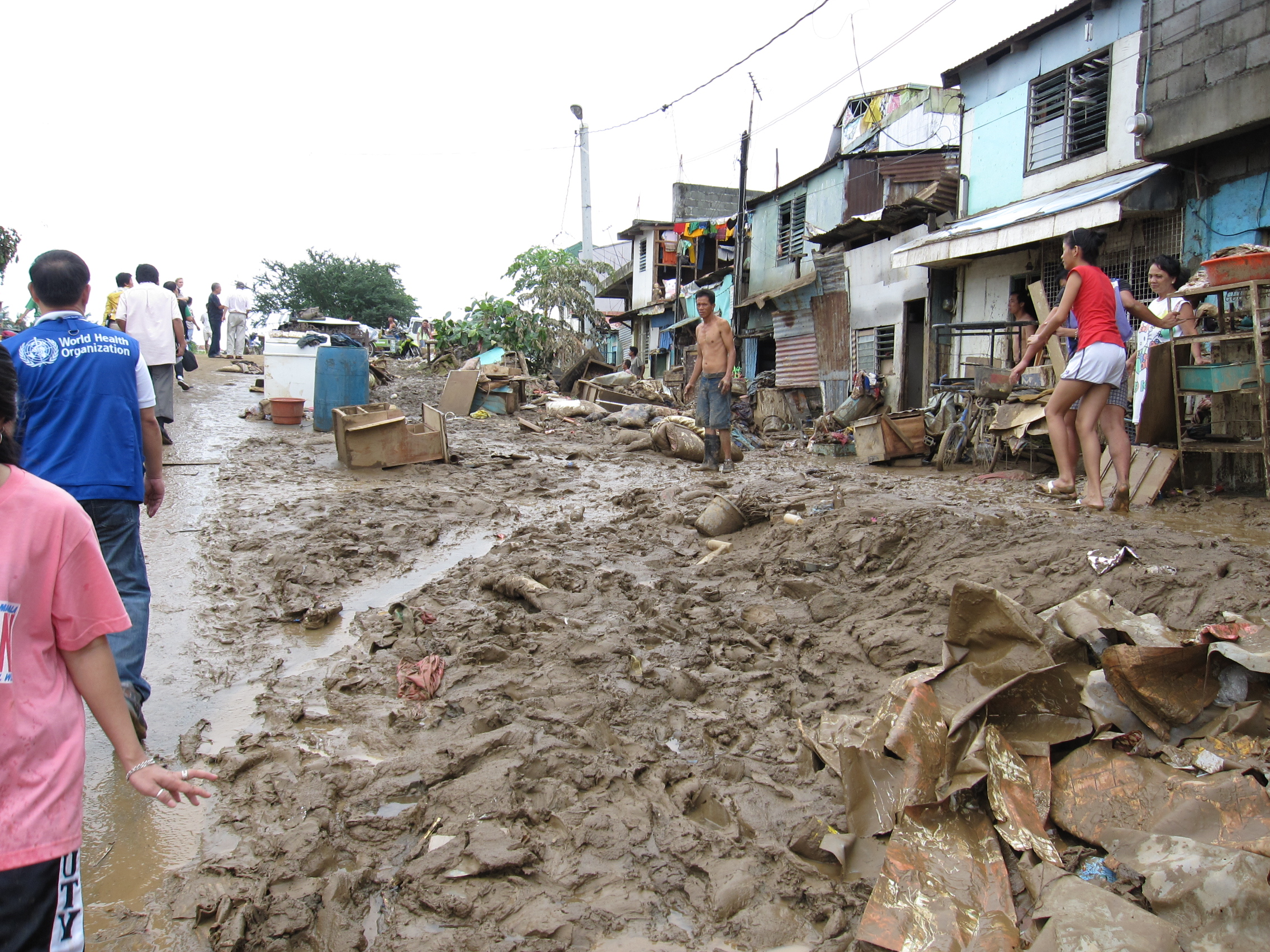
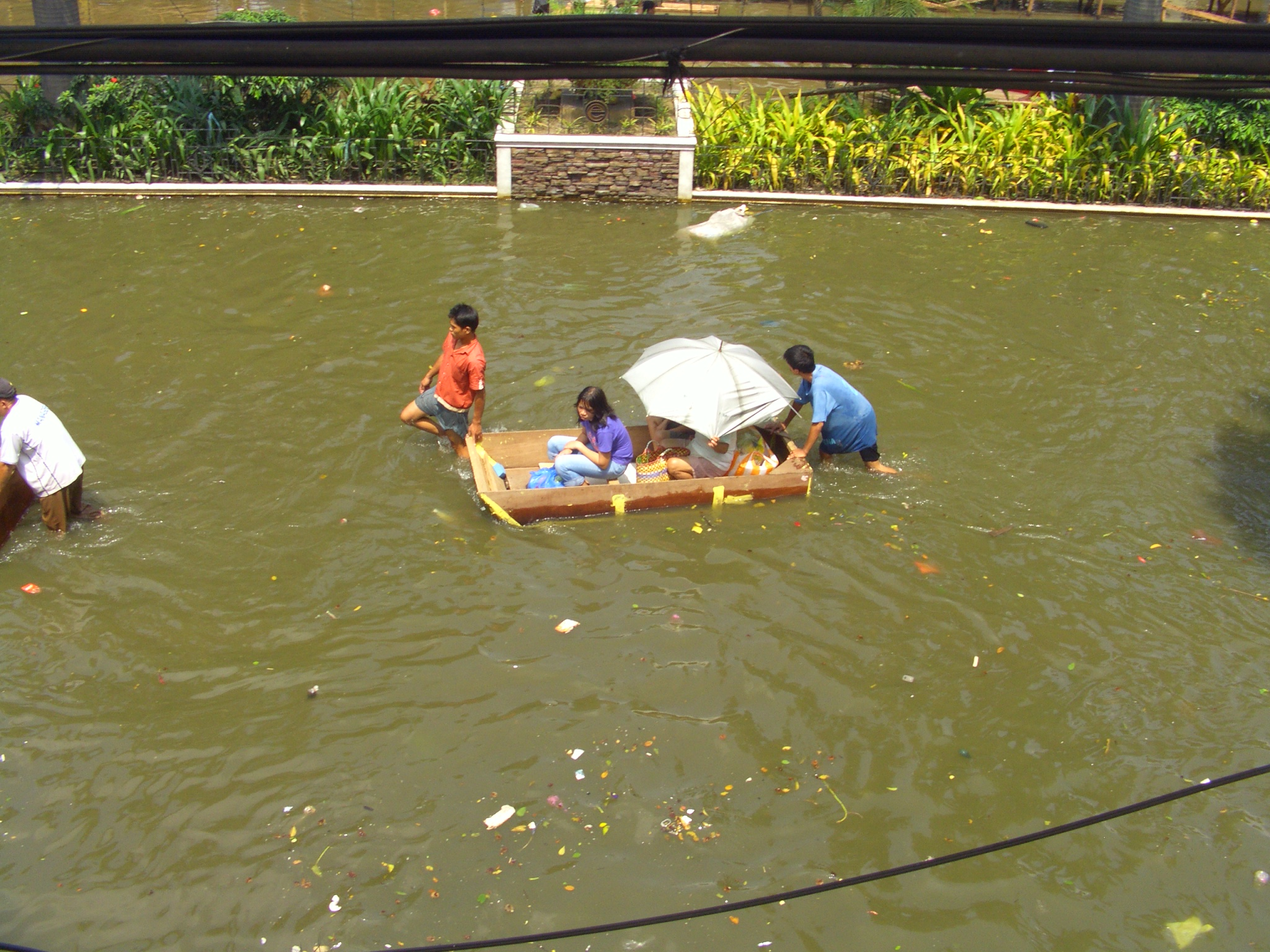
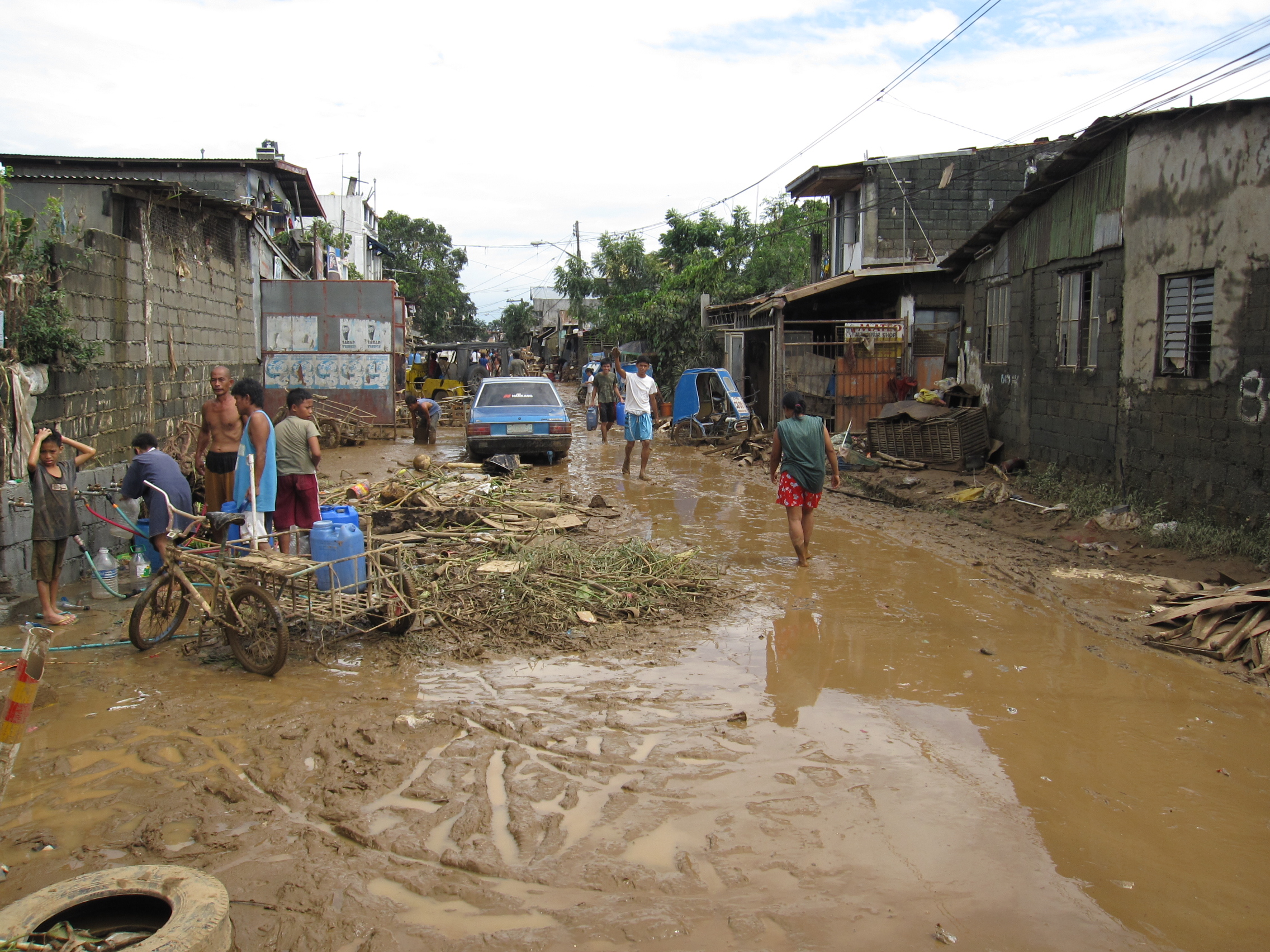
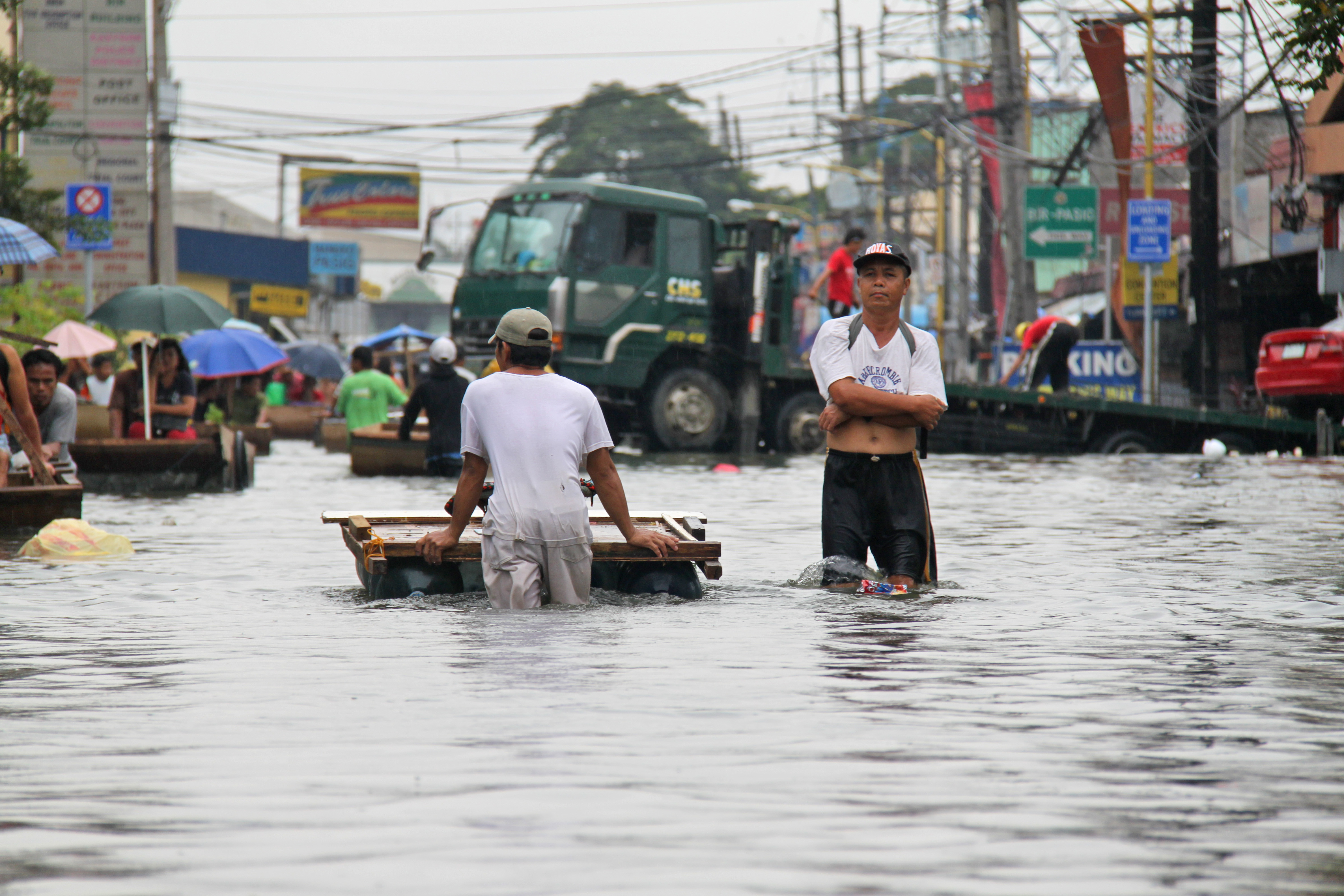
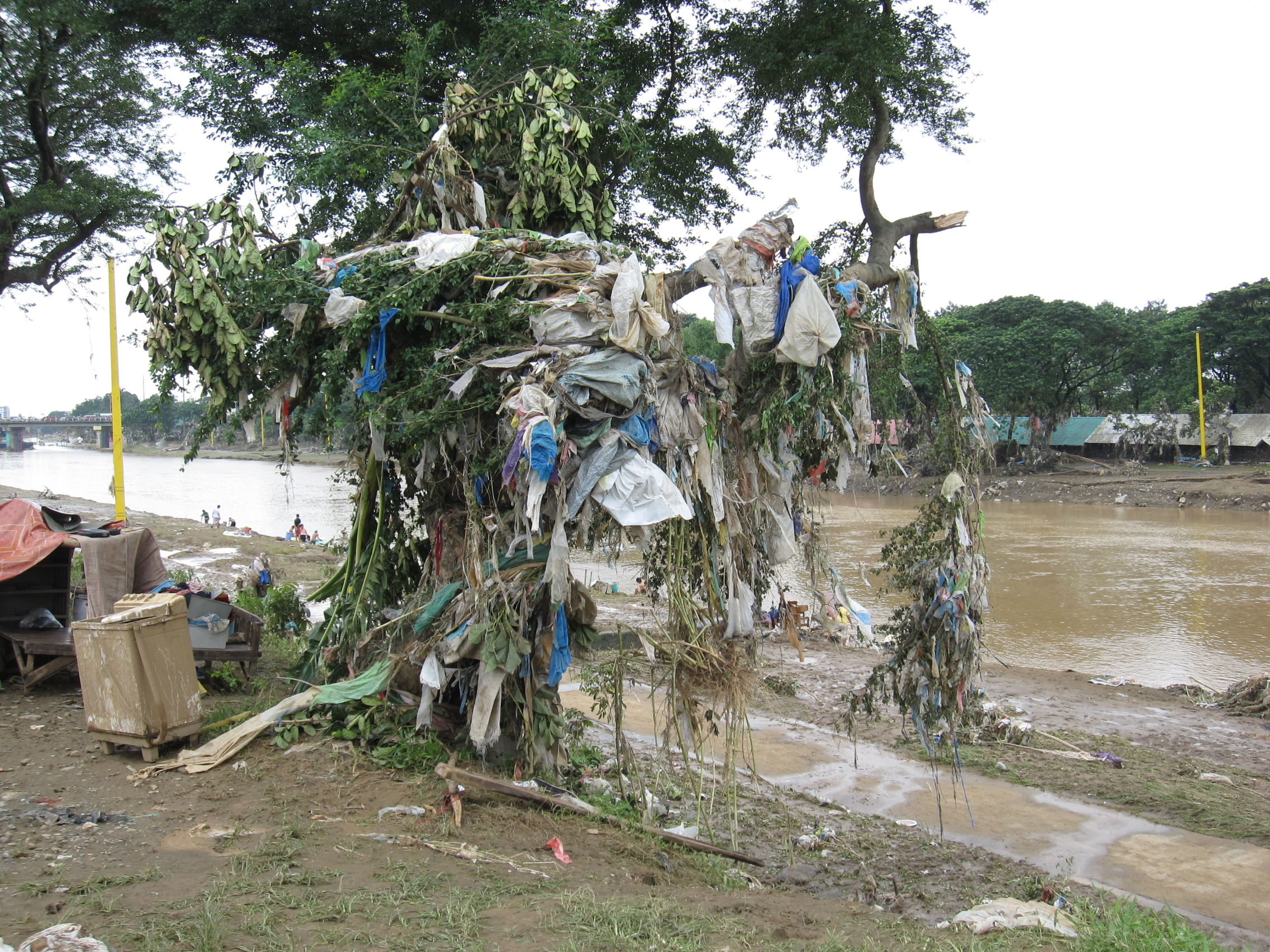
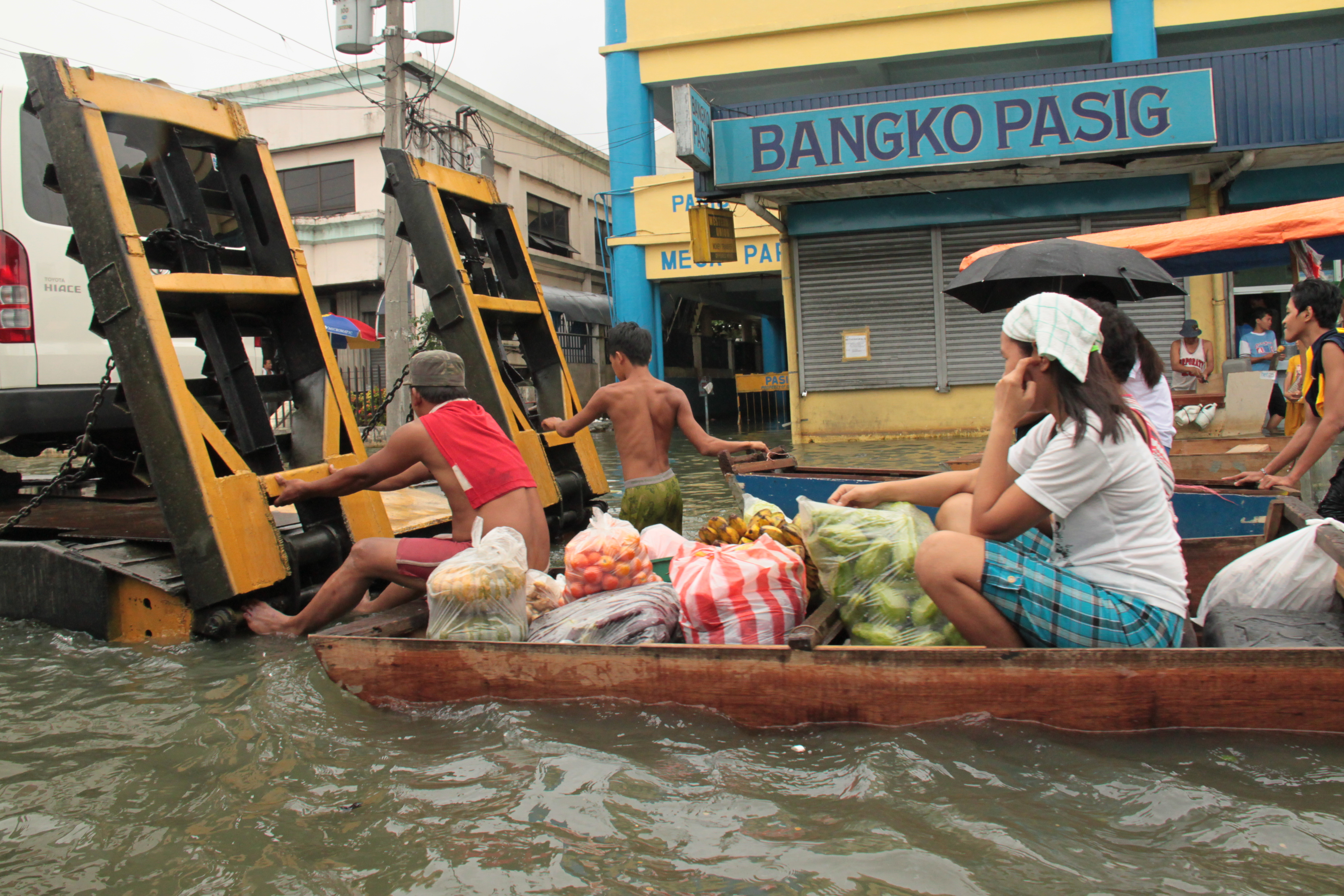
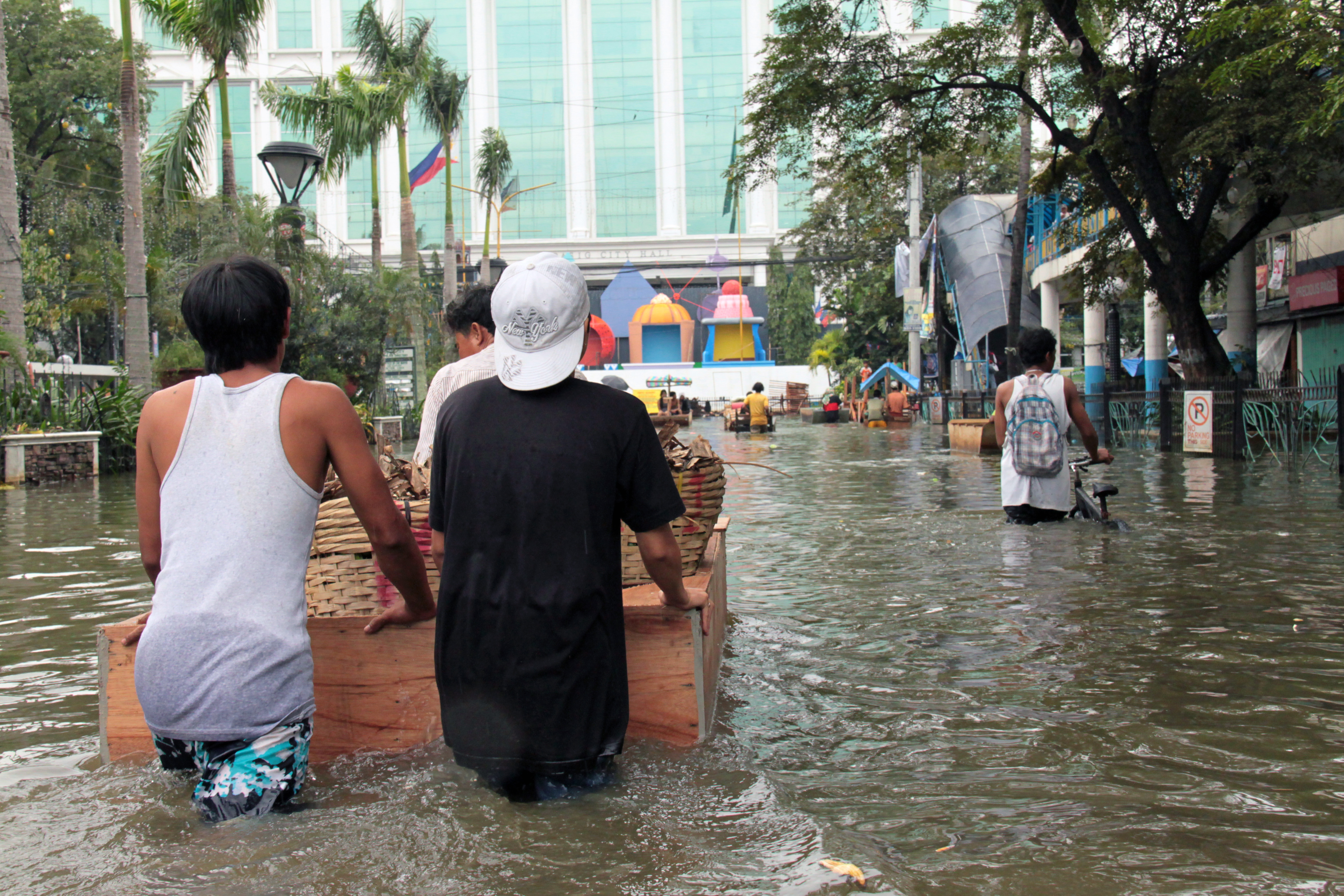
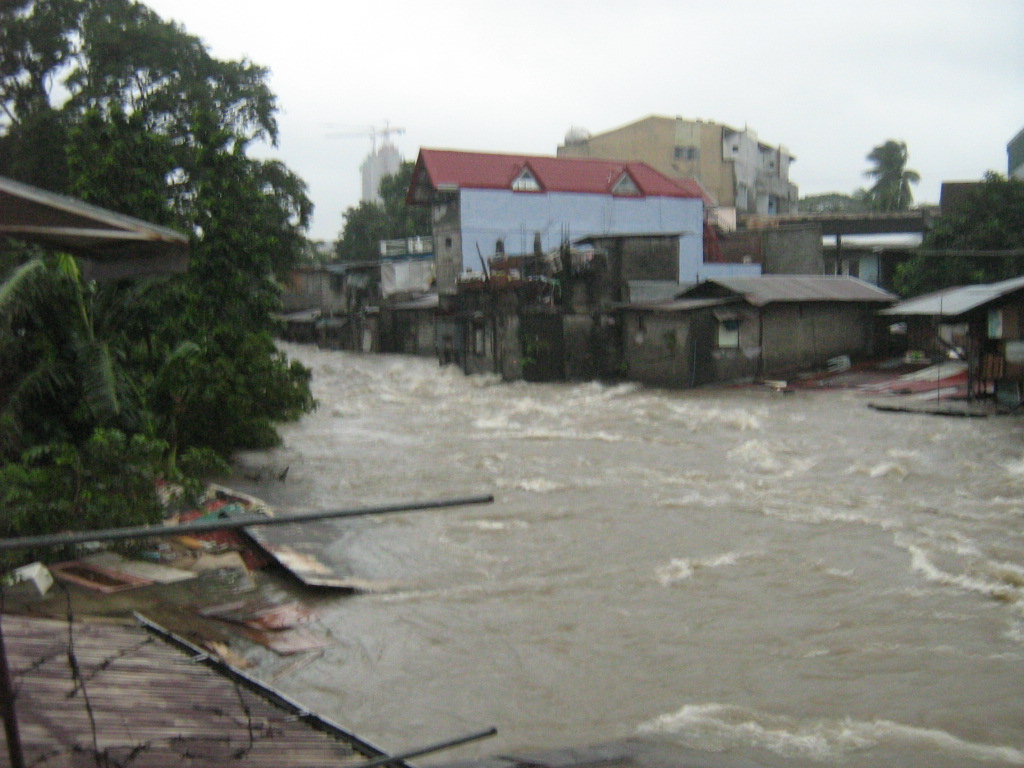
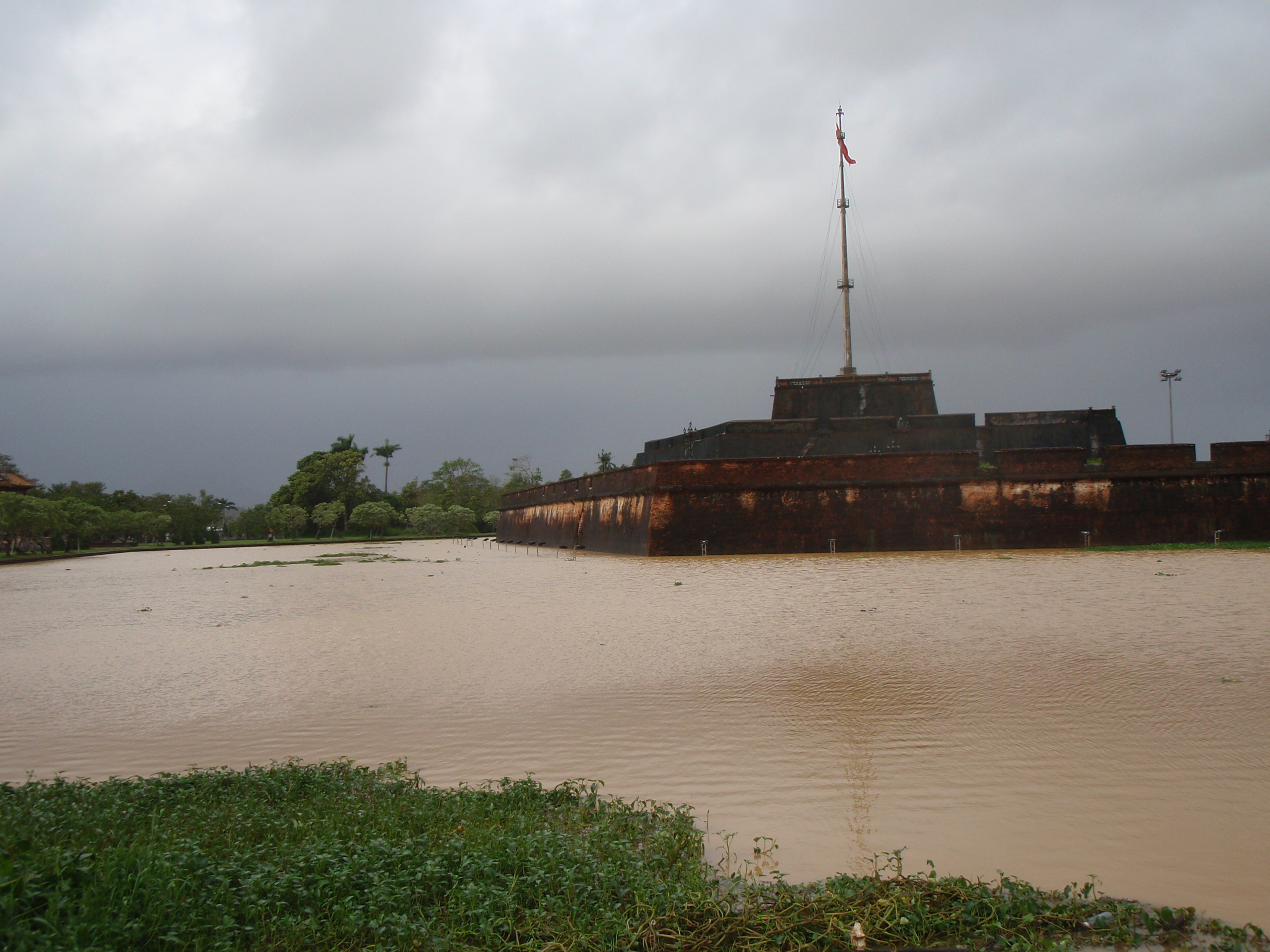
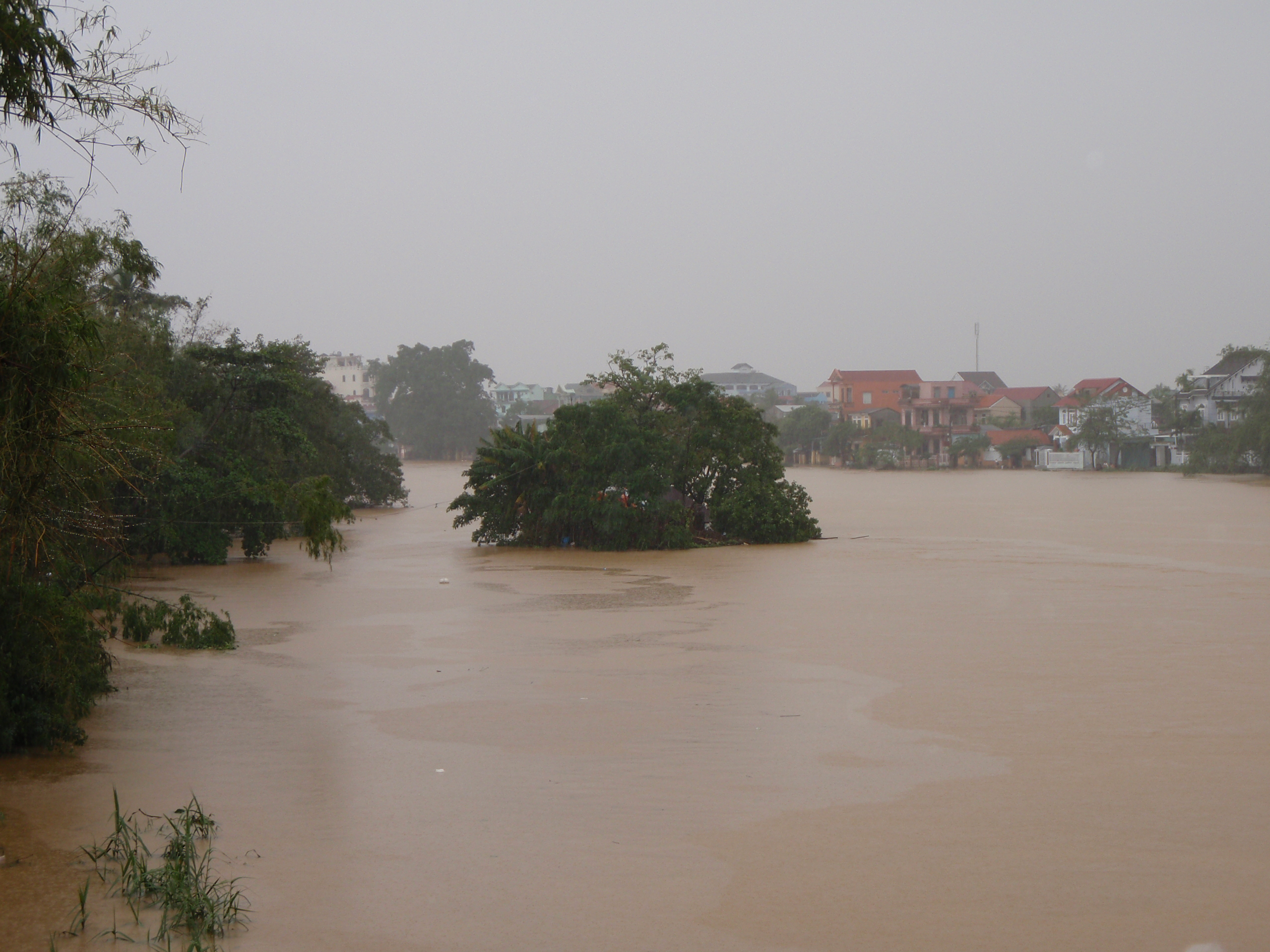
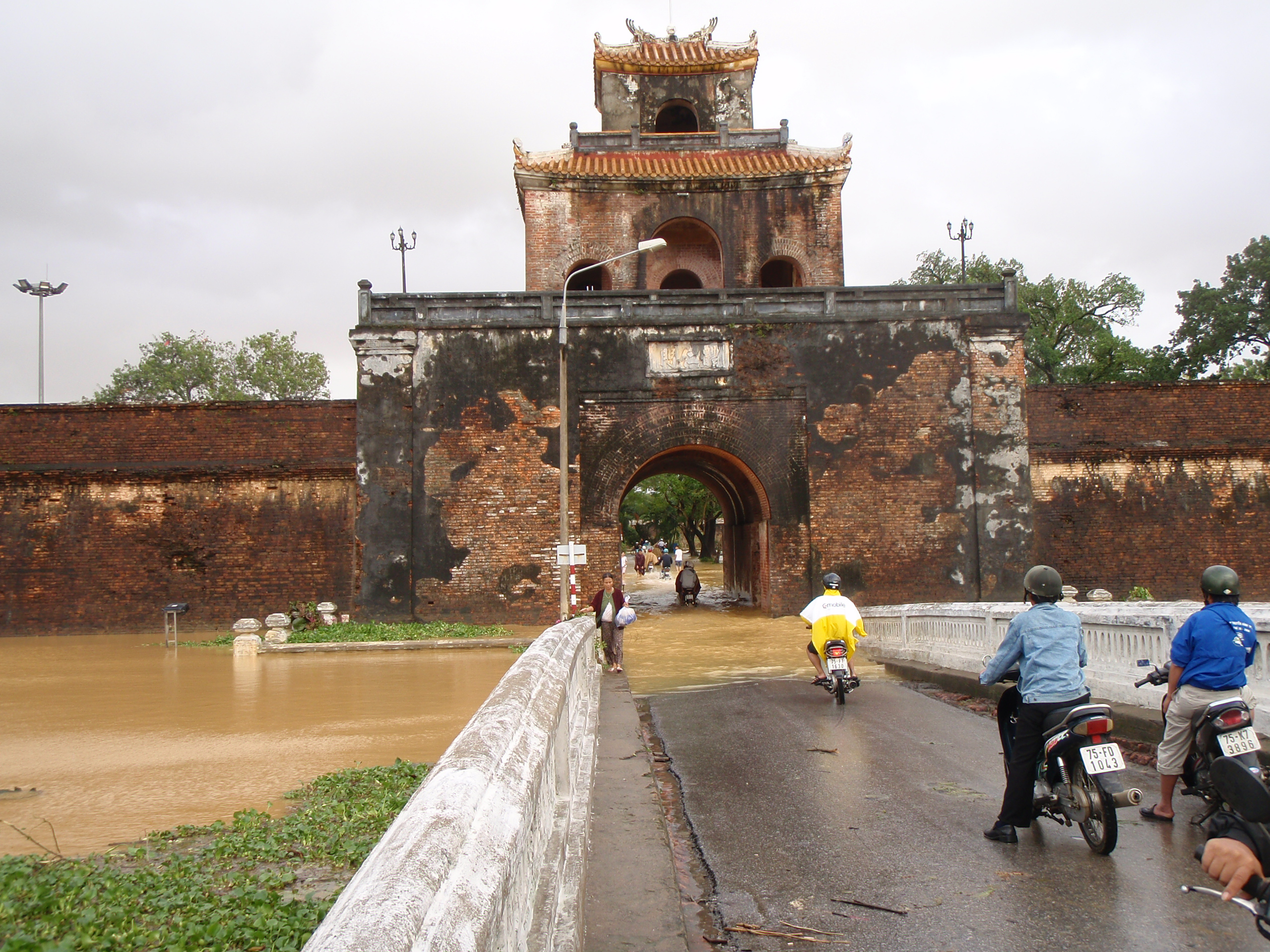
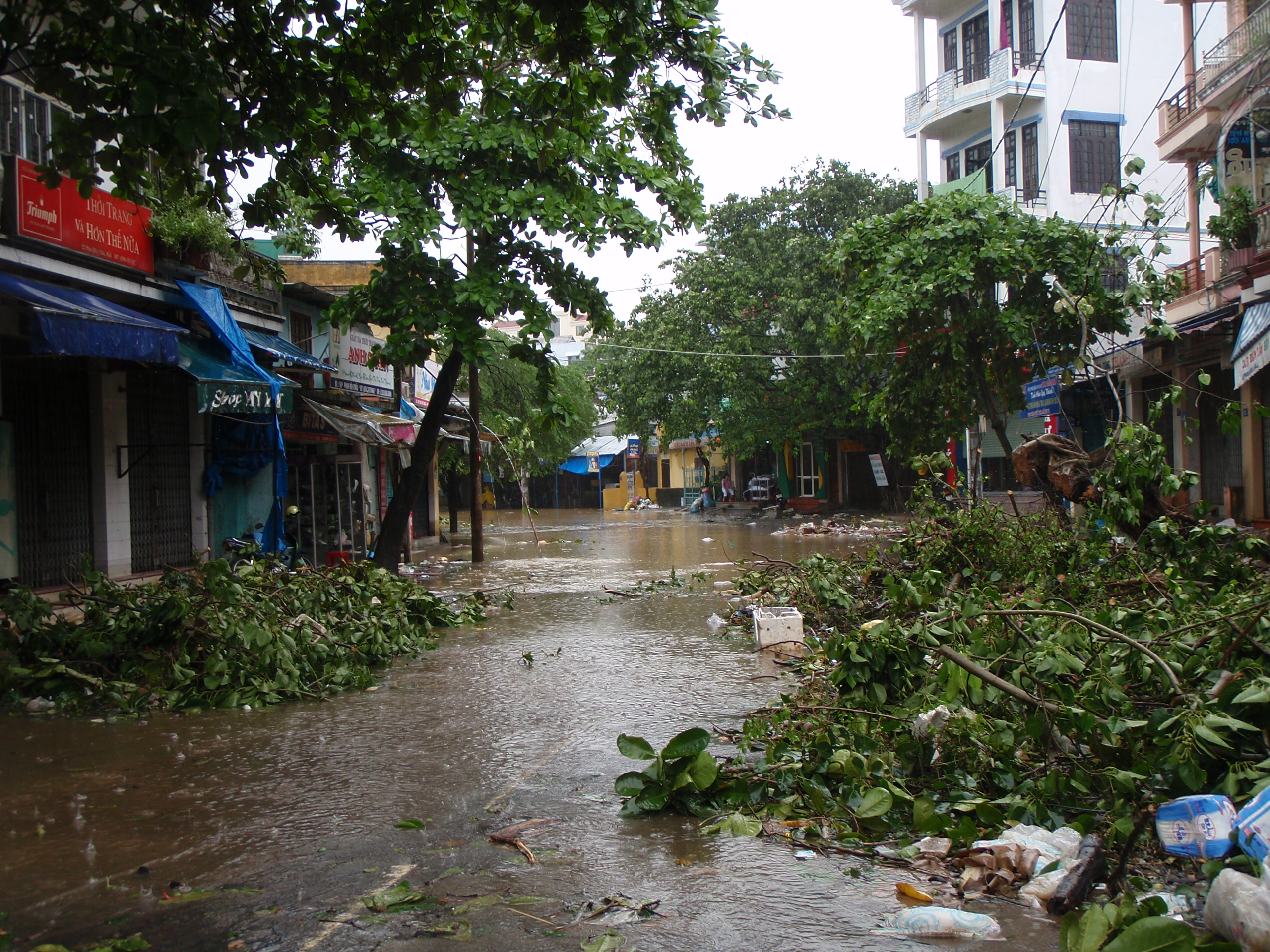
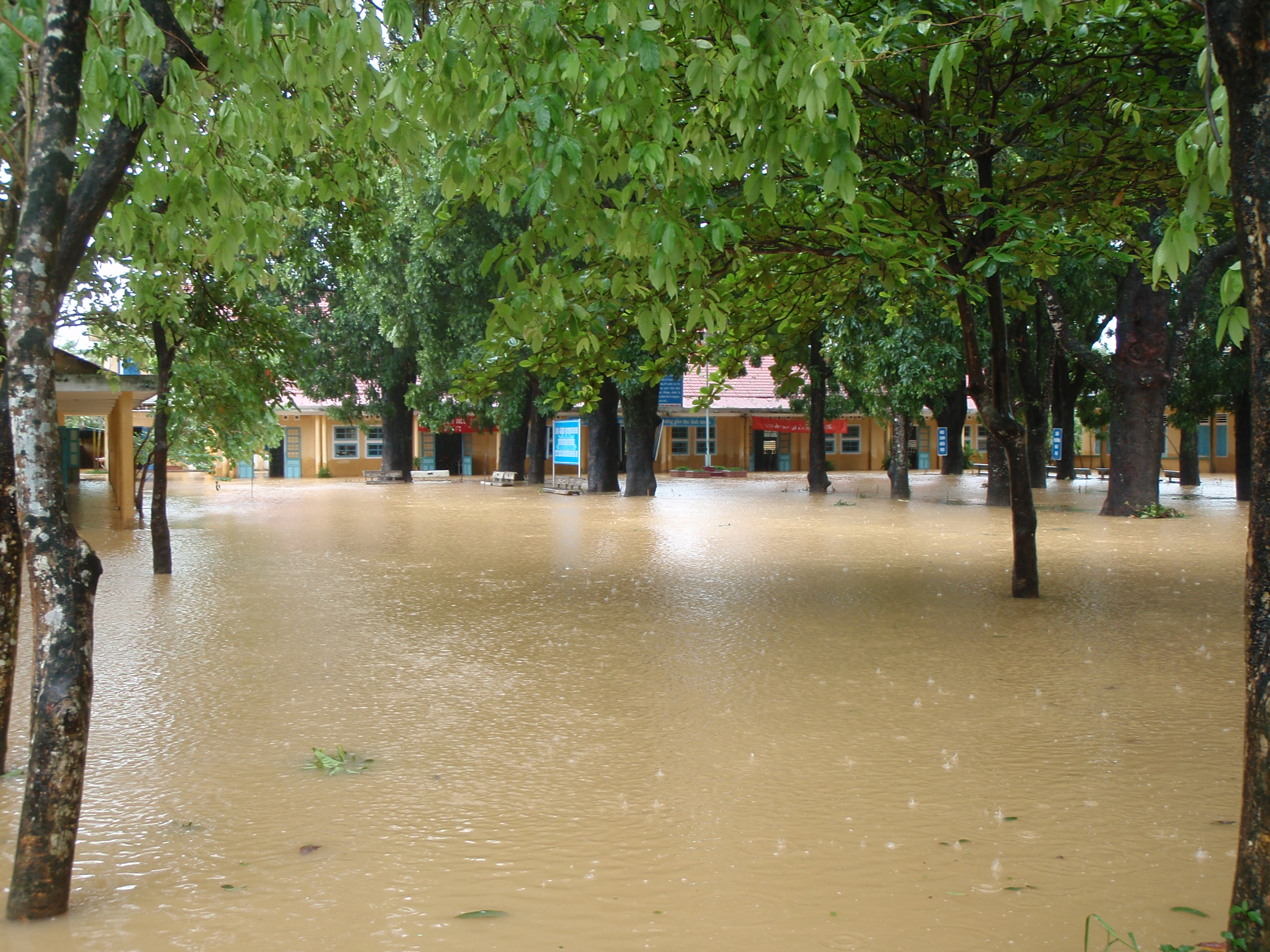
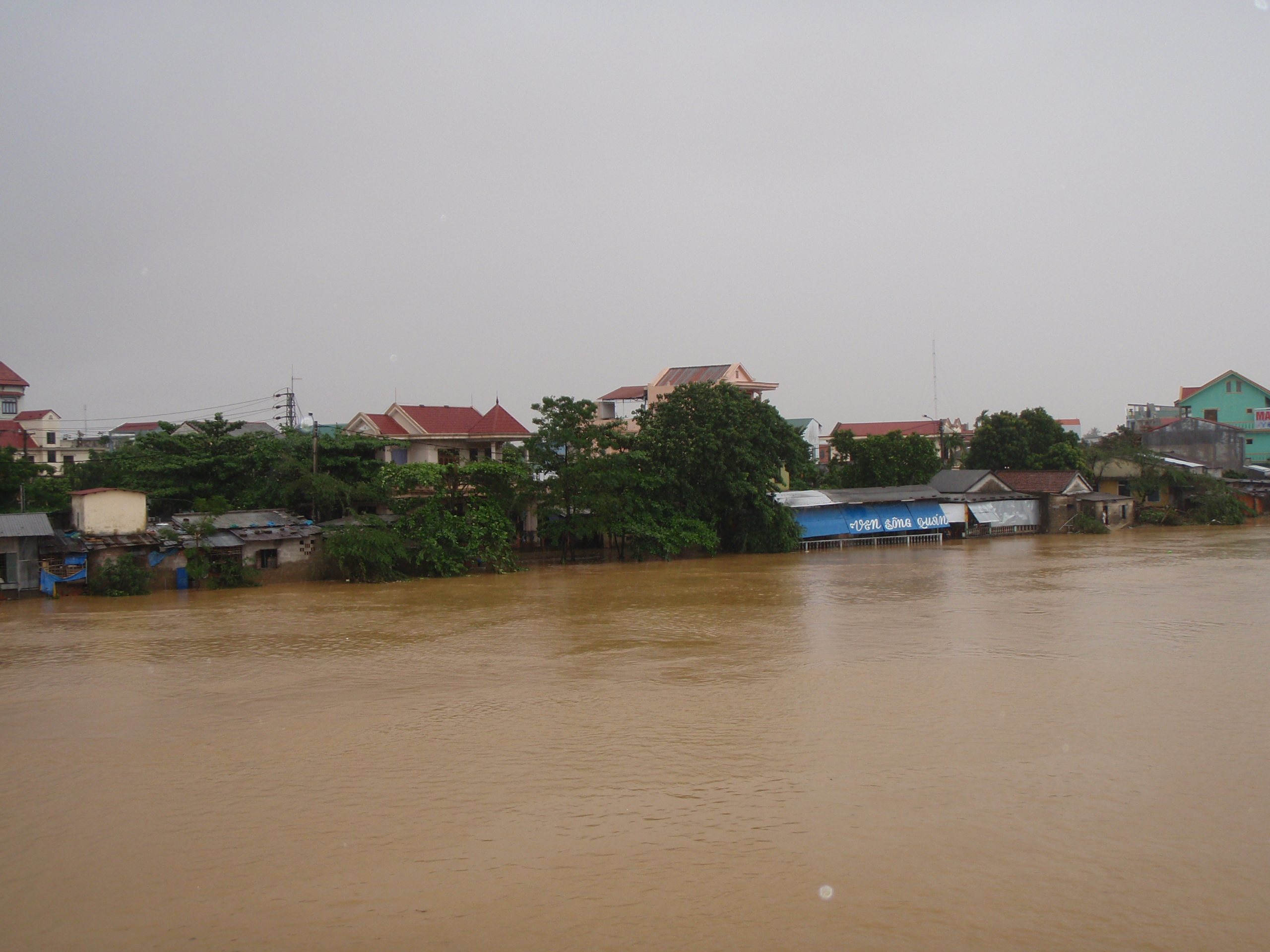
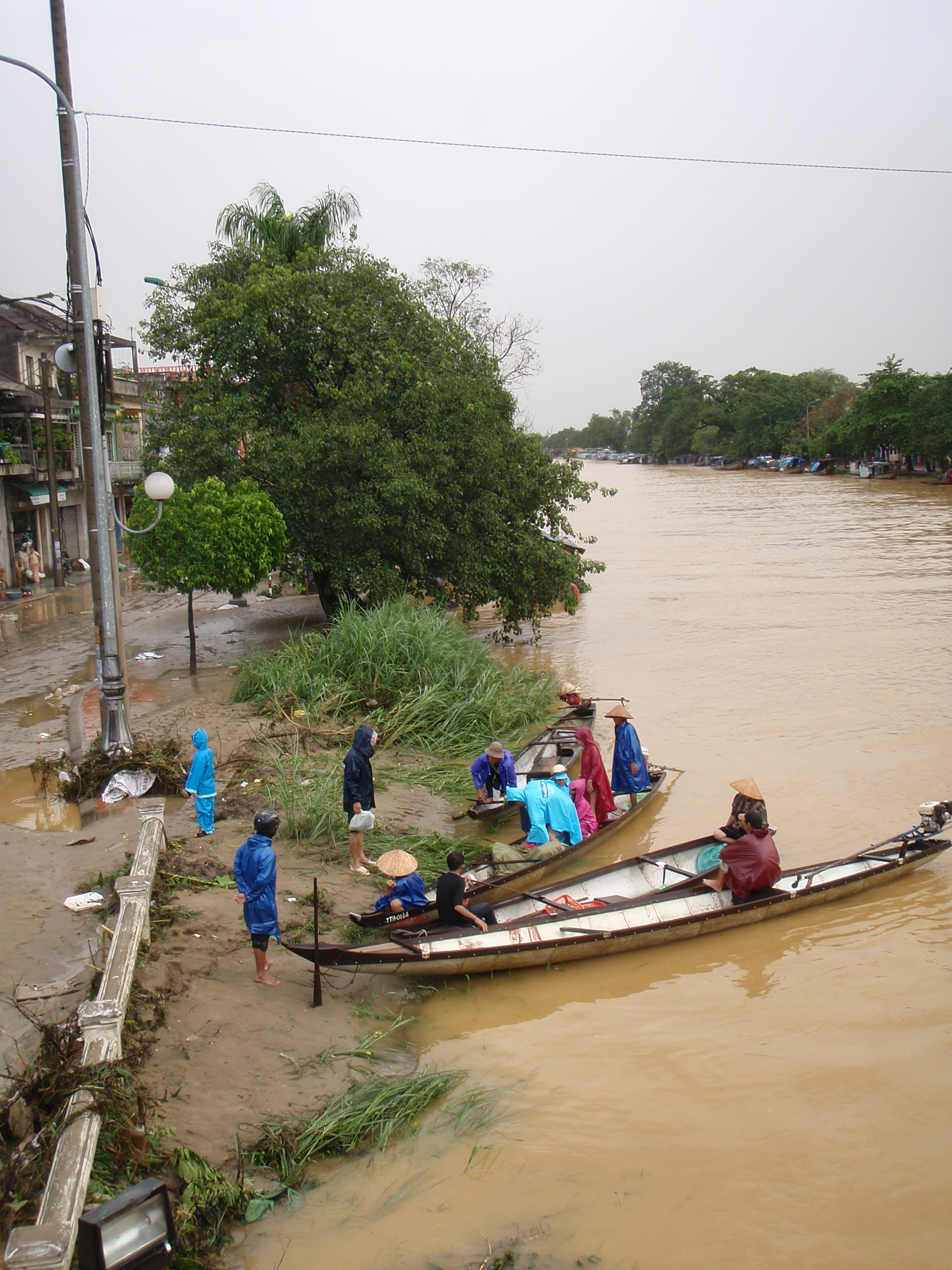
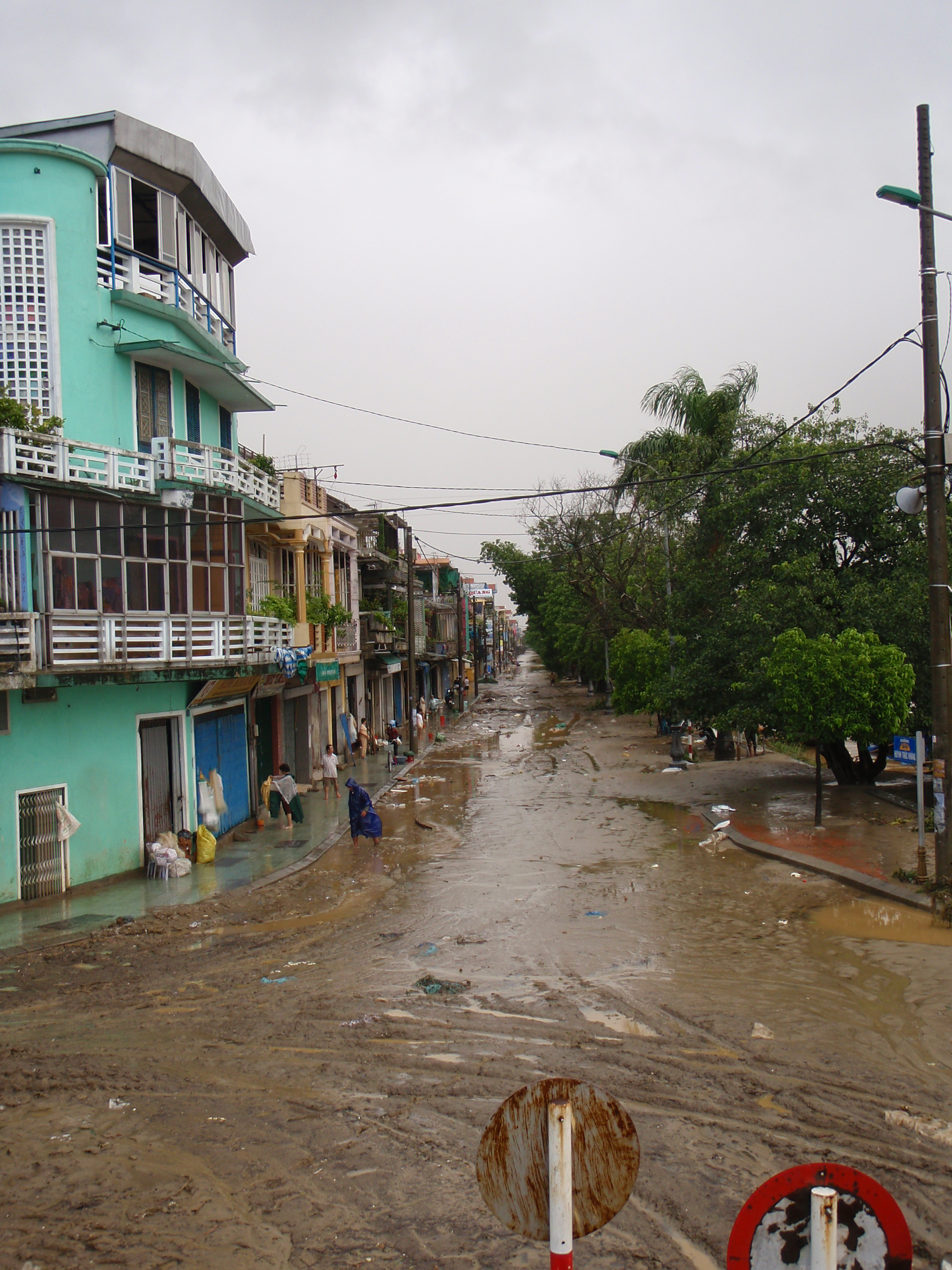
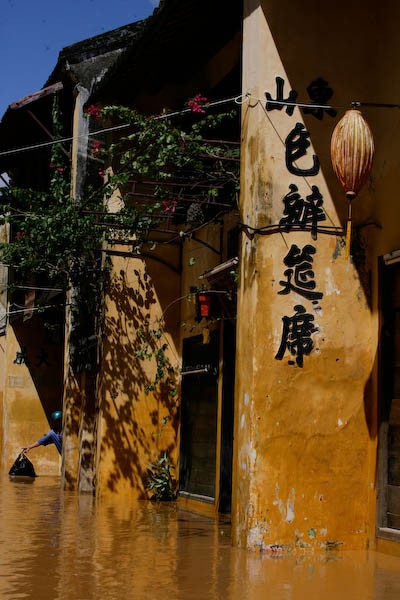
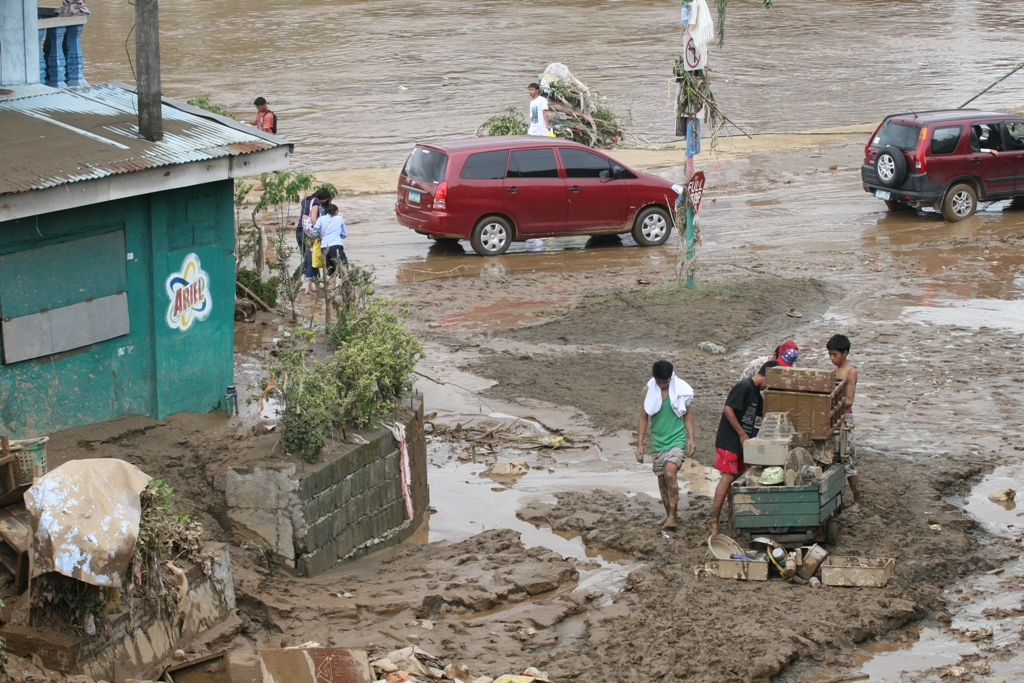
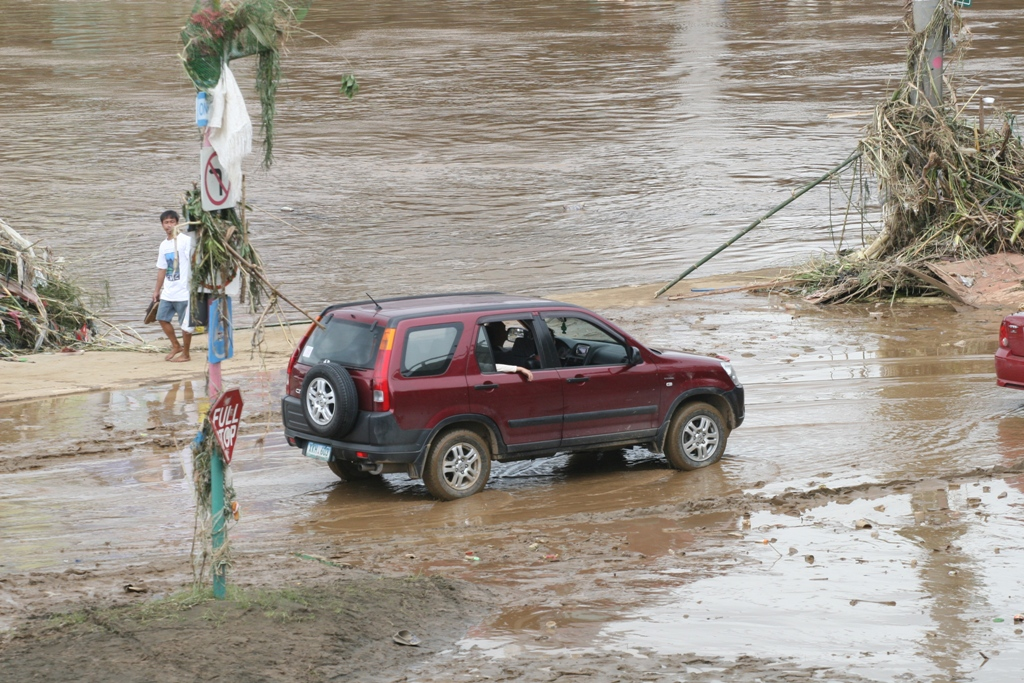
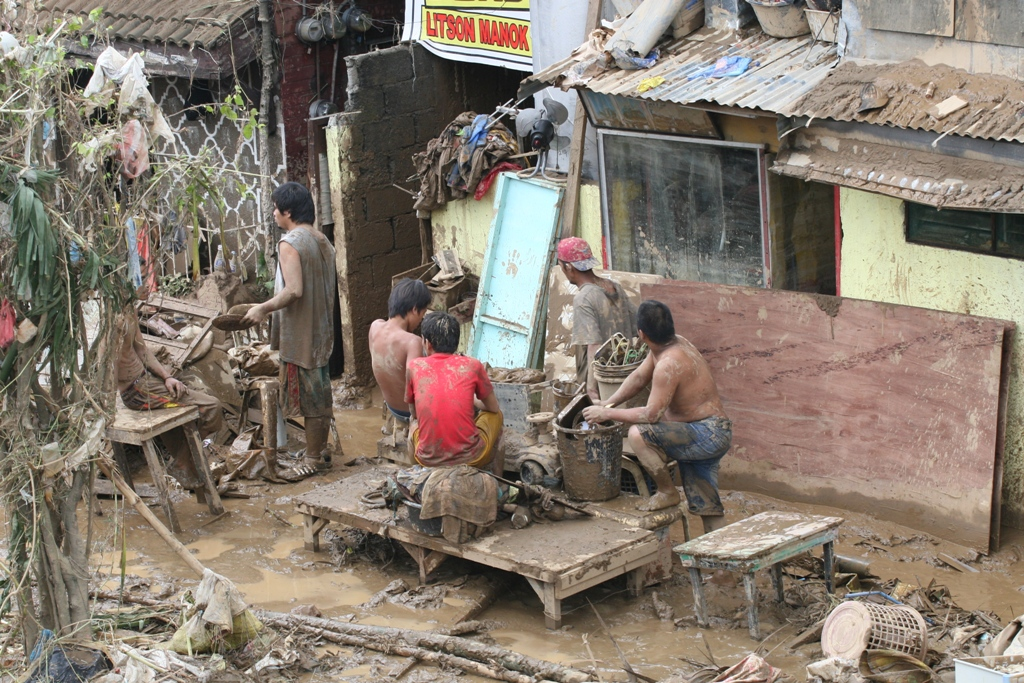
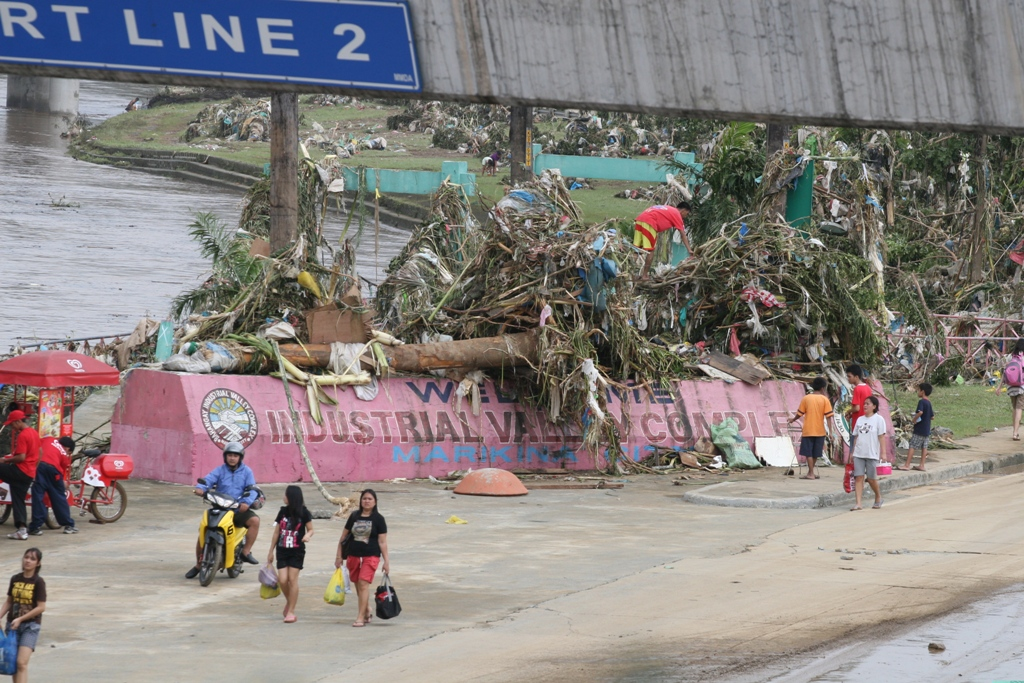
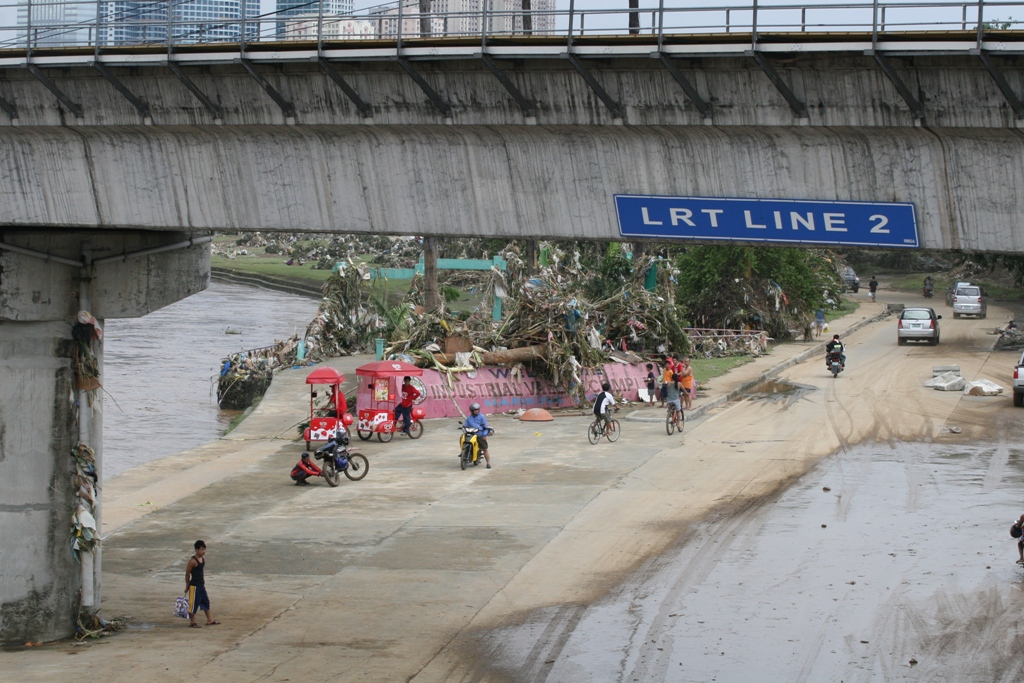
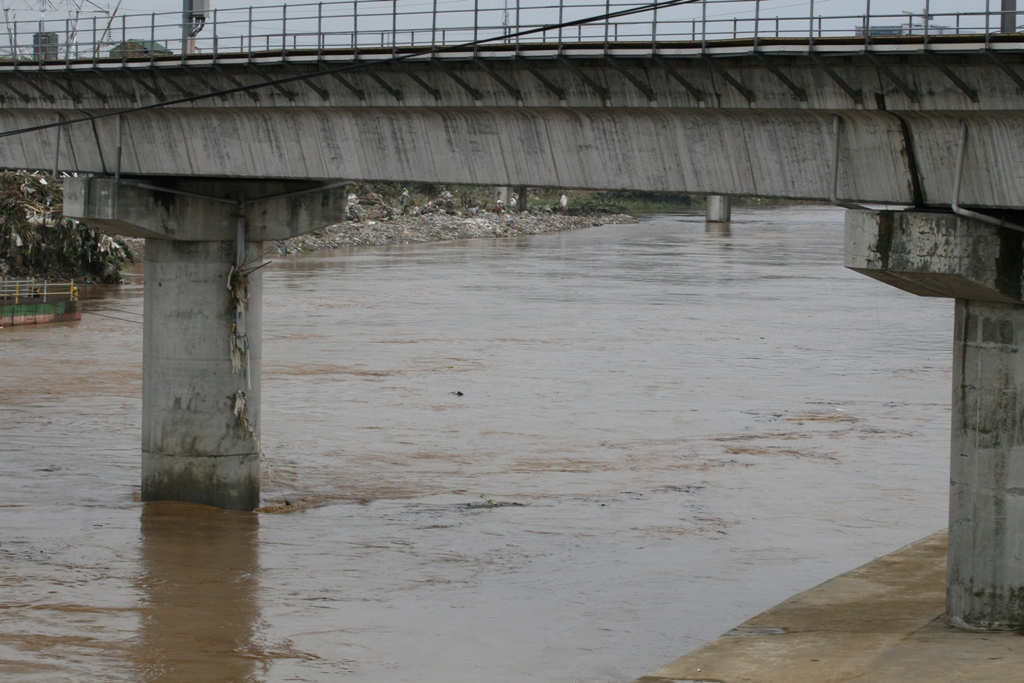
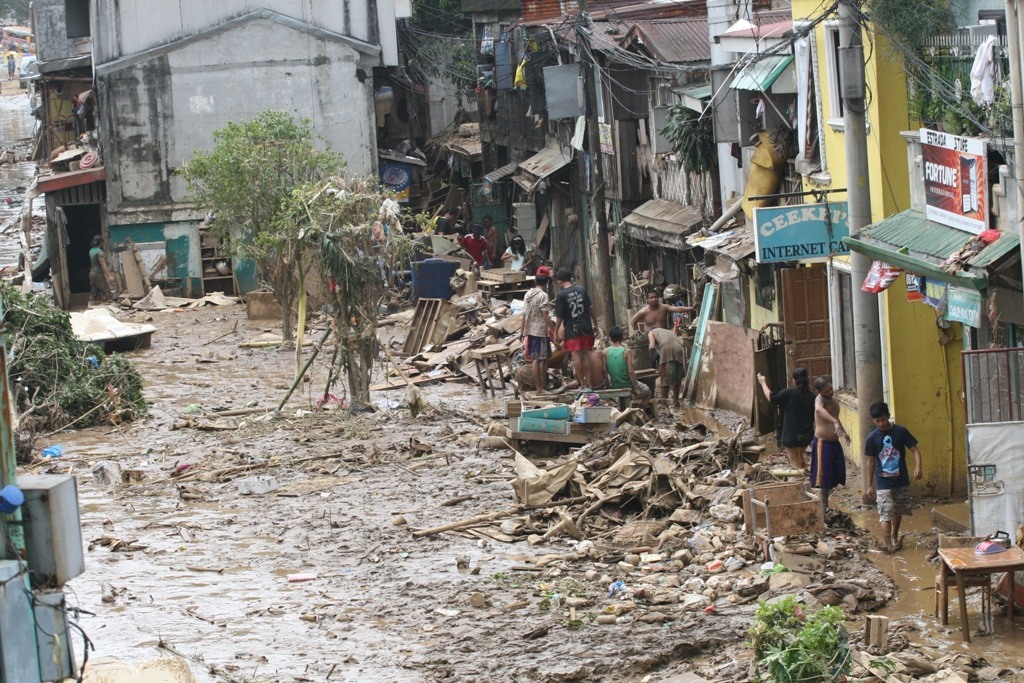
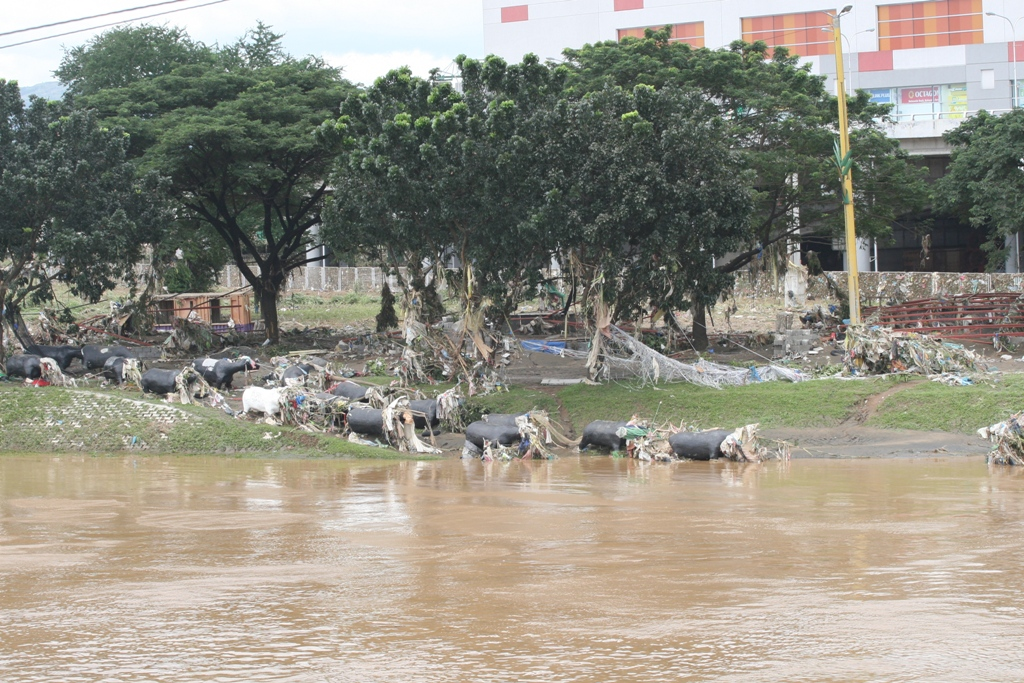
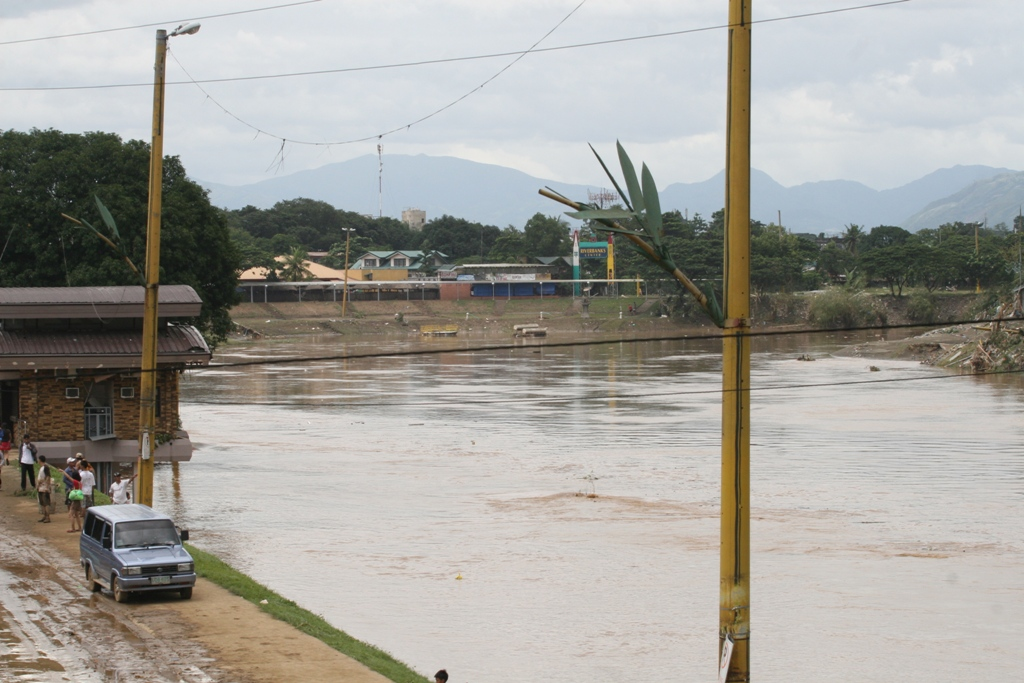
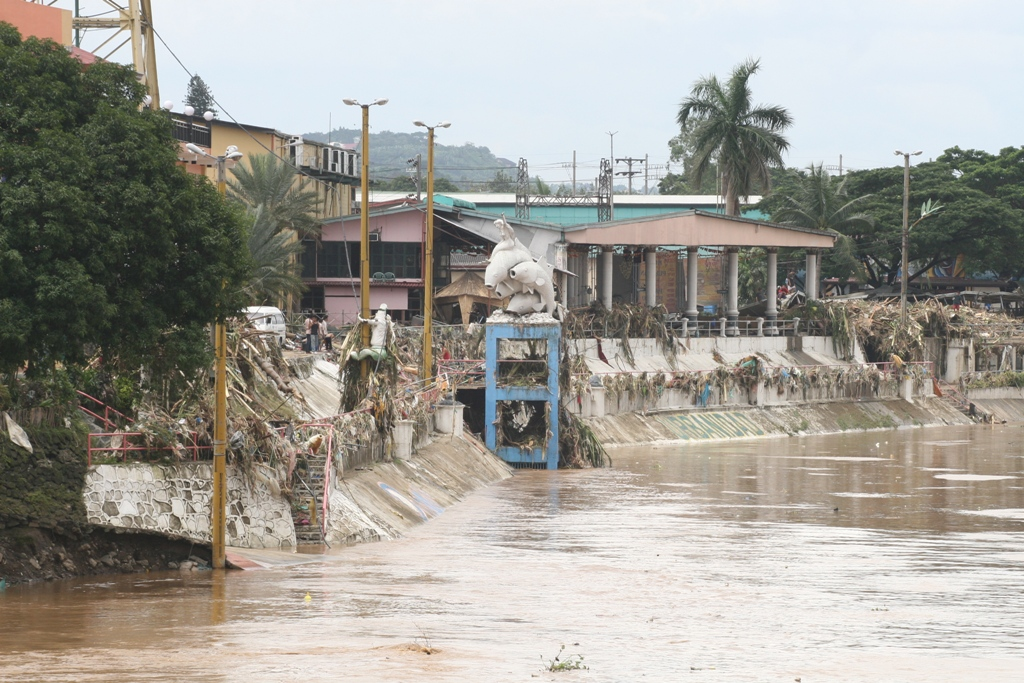
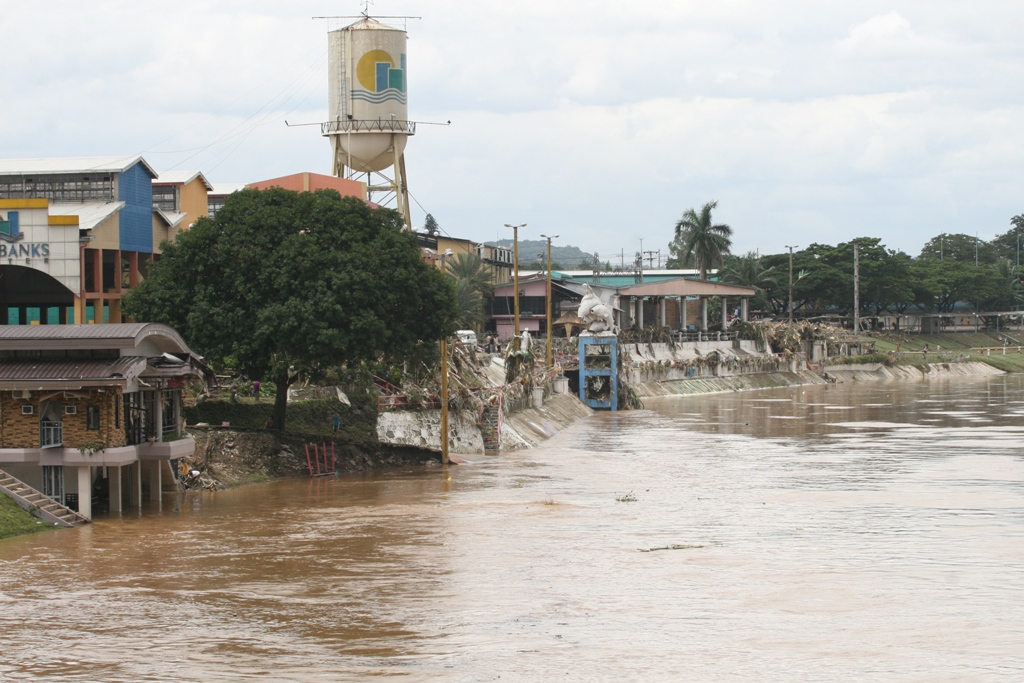